# Distretto di Nkhotakota
Il distretto di Nkhotakota (Nkhotakota District) è uno dei ventotto distretti del Malawi, e uno dei nove distretti appartenenti alla Regione Centrale. Copre un'area di 4259 km² ed ha una popolazione complessiva di 266 909 abitanti (63 ab./km²). Il capoluogo del distretto è Nkhotakota (ab. 19.262). 